# エイヴィン・グルベルグ＝イェンセン
エイヴィン・グルベルグ＝イェンセン（Eivind Gullberg Jensen, 1972年 - ）は、ノルウェーの指揮者。

## 経歴
2009年から2014年の5年間、ハノーファー北ドイツ放送フィルハーモニー管弦楽団 NDR Radiophilharmonie首席指揮者を務めた。

## 日本での活動
日本での活動は、2012年7月にパシフィック・ミュージック・フェスティバル (PMF) に客演指揮者として参加したほか、2015年5月にサントリーホール 読売日本交響楽団第548回定期演奏会、同年11月に新国立劇場オペラパレス プッチーニ歌劇「トスカ」（合唱：新国立劇場合唱団、管弦楽：東京フィルハーモニー交響楽団）、2016年2月にサントリーホール 新日本フィルハーモニー交響楽団第555回定期演奏会などでの指揮が決まっている。